# Вукосавле (община)
Община Вукосавле (серб. Општина Вукосавље / Opština Vukosavlje) —  община (муниципалитет) на севере Республики Сербской в составе БиГ. Центр общины находится в собственно селе Вукосавле. Входит в регион Добой.

## География
На востоке граничит с общиной Шамац, на юге — общиной Модрича, на западе — с общиной Брод Республики Сербской; на севере — с общиной Оджак Федерации Боснии и Герцеговины.

## Население
По переписи населения 2013 года численность населения общины Вукосавле составила 5 426 человек.

## Населённые пункты
В состав общины входят 13 населённых пунктов.
Список населённых пунктов общины Вукосавле с численностью населения по переписям 1991 и 2013 гг.:
|    | нас. пункт   | серб.        | босн.        | 1991 г. | 2013 г. |
| -- | ------------ | ------------ | ------------ | ------- | ------- |
| 1  | Ада          | Ада          | Ada          | 638     | 156     |
| 2  | Врбовац      | Врбовац      | Vrbovac      | 1721    | 0       |
| 3  | Вукосавле    | Вукосавље    | Vukosavlje   |         | 768     |
| 4  | Гнионица     | Гнионица     | Gnionica     | 918     | 535     |
| 5  | Езеро        | Језеро       | Jezero       |         | 372     |
| 6  | Йошавица     | Јошавица     | Jošavica     | 252     | 149     |
| 7  | Калуджер     | Калуђер      | Kaluđer      |         | 0       |
| 8  | Модрички-Луг | Модрички Луг | Modrički Lug | 1033    | 1030    |
| 9  | Ново-Село    | Ново Село    | Novo Selo    | 2669    | 0       |
| 10 | Печник       | Пећник       | Pećnik       | 1487    | 237     |
| 11 | Поточани     | Поточани     | Potočani     | 2250    | 243     |
| 12 | Срнава       | Срнава       | Srnava       | 880     | 452     |
| 13 | Якеш         | Јакеш        | Jakeš        | 2546    | 1464    |

## История
Община была образована после боснийской войны и составлена из:
- южной и юго-западной частей довоенной общины Оджак (остальную часть которой составляет нынешняя община Оджак в составе ФБиГ), в частности, из сёл: Ада (южная часть), Врбовац (западная часть), Гнионица (вся), окрестности города Оджак (юго-запад и юго-восток, из них создан нп Езеро), Йошавица (вся), Ново-Село (юго-восточная часть), Поточани (западная половина) и Срнава (вся);
- северной части довоенной общины Модрича (остальную часть которой составляет нынешняя община Модрича в составе РС), в частности, из сёл: Модрички-Луг (основная часть), Печник (весь), Якеш (весь, из восточной половины которого и выделено новое село Вукосавле)[3].